# Pseudorabdion
Pseudorabdion este un gen de șerpi din familia Colubridae.

Cladograma conform Catalogue of Life:
| Pseudorabdion | \| \| Pseudorabdion albonuchalis \| \| \| \| \| \| Pseudorabdion ater \| \| \| \| \| \| Pseudorabdion collaris \| \| \| \| \| \| Pseudorabdion eiselti \| \| \| \| \| \| Pseudorabdion longiceps \| \| \| \| \| \| Pseudorabdion mcnamarae \| \| \| \| \| \| Pseudorabdion montanum \| \| \| \| \| \| Pseudorabdion oxycephalum \| \| \| \| \| \| Pseudorabdion sarasinorum \| \| \| \| \| \| Pseudorabdion saravacense \| \| \| \| \| \| Pseudorabdion talonuran \| \| \| \| \| \| Pseudorabdion taylori \| \| \| \| |
|               | \| \| Pseudorabdion albonuchalis \| \| \| \| \| \| Pseudorabdion ater \| \| \| \| \| \| Pseudorabdion collaris \| \| \| \| \| \| Pseudorabdion eiselti \| \| \| \| \| \| Pseudorabdion longiceps \| \| \| \| \| \| Pseudorabdion mcnamarae \| \| \| \| \| \| Pseudorabdion montanum \| \| \| \| \| \| Pseudorabdion oxycephalum \| \| \| \| \| \| Pseudorabdion sarasinorum \| \| \| \| \| \| Pseudorabdion saravacense \| \| \| \| \| \| Pseudorabdion talonuran \| \| \| \| \| \| Pseudorabdion taylori \| \| \| \| |
|               | Pseudorabdion albonuchalis |
|               | |
|               | Pseudorabdion ater |
|               | |
|               | Pseudorabdion collaris |
|               | |
|               | Pseudorabdion eiselti |
|               | |
|               | Pseudorabdion longiceps |
|               | |
|               | Pseudorabdion mcnamarae |
|               | |
|               | Pseudorabdion montanum |
|               | |
|               | Pseudorabdion oxycephalum |
|               | |
|               | Pseudorabdion sarasinorum |
|               | |
|               | Pseudorabdion saravacense |
|               | |
|               | Pseudorabdion talonuran |
|               | |
|               | Pseudorabdion taylori |
|               | |